# كولترناف
كولترناف هو موقع ويب من نوع سجل مصطلحات وقاعدة بيانات على النت أنشئ في 20 يناير 2015، وهو متوفر بعدة لغات.

## وصلات خارجية
- الموقع الرسمي